# Gaèlic irlandès de Terranova
Per al gaèlic escocès parlat al Canadà, vegeu Gaèlic escocès del Canadà
El gaèlic irlandès de Terranova (en gaèlic irlandès, Gaeilge Thamalh an Éisc) és un dialecte moribund del gaèlic irlandès, específic de l'illa de Terranova, al Canadà. És molt semblant a l'irlandès del Munster, parlat al sud-est d'Irlanda, a causa de les migracions massives de població irlandesa dels comtats de Waterford, Wexford, Kilkenny, Tipperary i Cork.

## Assentament irlandès a Terranova
Entre el 1610 i el 1628 es van establir set colònies angleses a l'Illa de Terranova per cèdula reial, on les companyies mercantils amb seu a Londres utilitzaven camperols de parla irlandesa per a l'assentament. Primerament, els colons eren gal·lesos, però també n'hi havia d'irlandesos que només parlaven el gaèlic irlandès i que van fer servir la llengua d'una forma quotidiana fins a la meitat del segle xx.
Les actes judicials mostren que es van produir judicis en què els acusats demanaven sovint intèrprets del gaèlic irlandès, fet que indica que la llengua predominant a moltes àrees de la península d'Avalon era l'irlandès, en comptes de l'anglès. Alguns documents eclesiàstics ho reforcen; per exemple, a mitjans dels anys 1760, un missioner metodista anomenat reverend Laurence Coughlan va convertir pràcticament tot el territori septentrional al metodisme. Aquest èxit es va basar en el fet que el mossèn tenia fluïdesa tant en anglès com en irlandès. Així mateix, diversos bisbes catòlics es van adonar de la importància de l'ús del gaèlic irlandès, i van demanar l'arribada de parlants nadius de la llengua.

## Situació sociolingüística actual
L'informe d'un cens del 2001 indicava que només deu homes a Terranova tenien el "gaèlic" com a llengua materna, però no s'hi especificava si també s'hi incloïa el gaèlic escocès del Canadà. Els acadèmics de la Memorial University of Newfoundland van concloure que l'irlandès es va extingir en aquest territori durant el segle xx.